# История Экибастуза

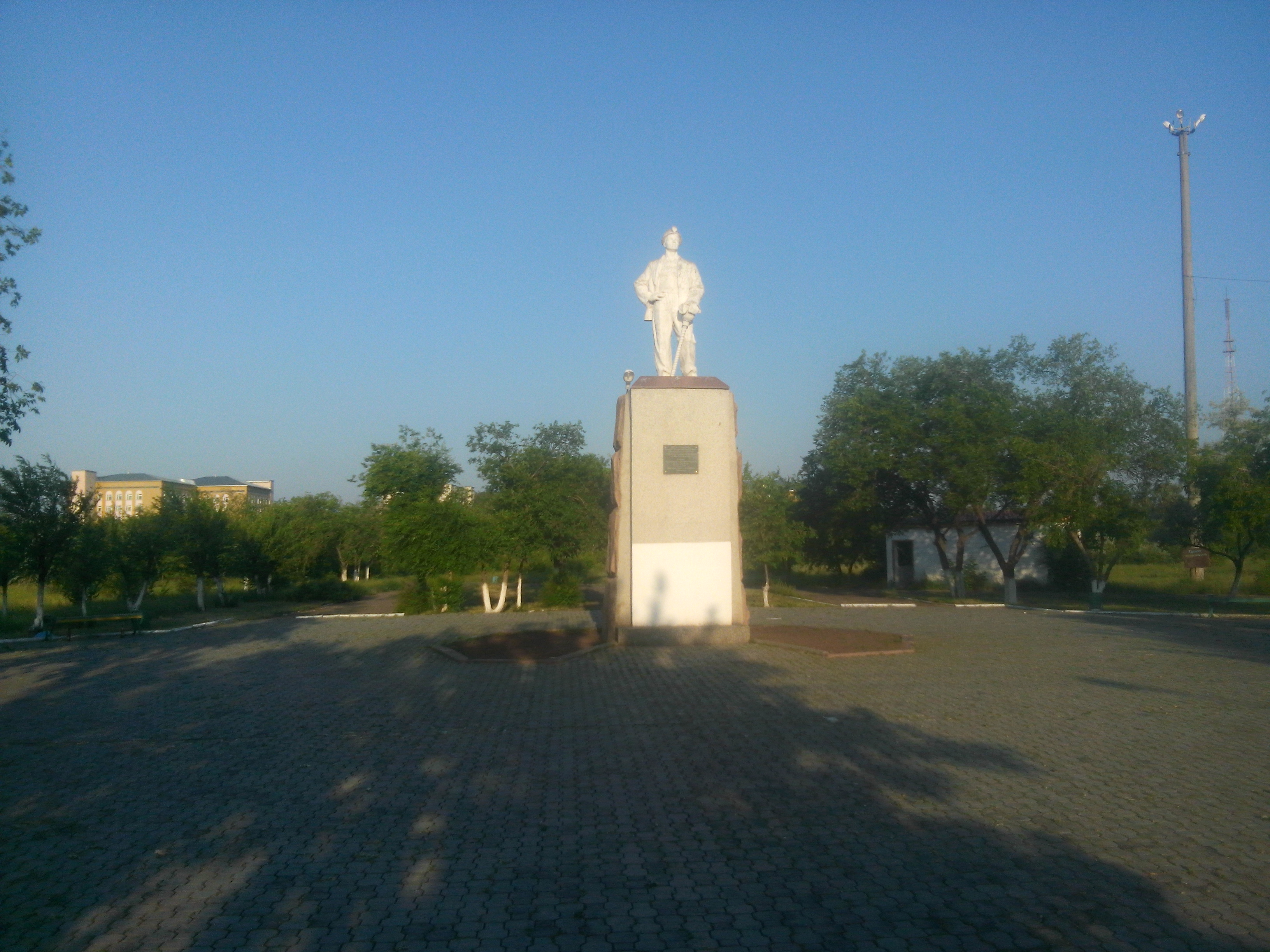
Памятник Шахтёру

Экибасту́з (каз. Екібастұз) — город областного подчинения (основан в 1898 году, статус города с 1957 года) в Павлодарской области, Казахстан.

## Версии возникновения названия Экибастуз

Памятник Косыму Пшембаеву — первооткрывателю Экибастузского угольного месторождения

Существует несколько гипотез о происхождении названия города. «Екі бас тұз» («Две головы соли») — в дословном переводе разногласий не возникает.
- Основная версия: В 1886 году геолог-самоучка Косым Пшенбаев (его именем назван городской музей) открыл здесь месторождение угля. В заявке, поданной хозяину, Пшенбаев написал, что пометил он место двумя глыбами соли, которые притащил с соседнего озера. Отсюда и пошло название: «Еки бас туз» — «Две головы соли»[1].
- Легенда, рассказанная ветераном-шахтёром Рымжаном Булекбаевым: Два скакуна погибли у этого солёного озера и их черепа были водружены как памятник. И озеро с тех пор стало называться «Еки атбасы калган туз» — «Солёное озеро, где осталось два конских черепа»[2].
- Мнение С. И. Джаксыбаева, историка, краеведа: Казахское слово «бас» употребляется ещё и в значении русского «исток». Соседнее нам солёное озеро имеет два истока, по которым в половодье поступает в озеро вода. Первоначально озеро было названо «Еки басты тузды Коль», что в переводе означает «Солёное озеро с двумя истоками». Со временем это сочетание слов слилось в одно целое, теряя такие элементы, как суффиксы — ты и ды, а также целое слово «коль». И в итоге до нас дошла современная форма топонима Екибастуз[2].
- Павлодарский краевед Д. П. Багаев: История Экибастузского месторождения начинается с XIX века, когда некий Косым Пшенбаев обнаружил залежи угля. Обозначив место находки двумя кусками каменной соли, он невольно дал название местности (каз. Екібастұз с казахского — дословно «две головы соли»). Так якобы возникло и закрепилось название места — Экибастуз. Датирует Багаев это событие 1886 годом.[источник не указан 213 дней]
- К. Нуралин: …Какой-то пастух кипятил в степи овечье молоко. В качестве таганка под котелок положил чёрные камни, валявшиеся вокруг. Вдруг он видит чудо — камни горят пламенем. Чтобы не забыть место с чудесными камнями, он с соседнего солёного озера притащил две глыбы соли и водрузил их торчмя. И место стало называться «Еки бас туз» — «Две головы соли»[2].

Уже на двухвёрстной топографической карте, составленной Омским военно-топографическим отделом в 1876 году, нанесено озеро Экибастуз с обозначенным около него угольным месторождением.

## Дореволюционная история Экибастуза
В конце XIX века экибастузским углём заинтересовался павлодарский купец А. И. Деров, который в 1893 году для выяснения благонадёжности месторождения направил в Экибастуз небольшую поисково-разведочную партию. Однако эта разведка из-за неопытности изыскателей не дала положительных результатов. Деров, опасаясь неоправданных затрат, не решался начать освоение бассейна. В то же время Западно-Сибирская горная партия, принимая во внимание острую необходимость в твёрдом топливе для строящейся дороги и постоянно развивающегося пароходства по Иртышу, а также близость Экибастуза по реке Иртыш к линии Западно-Сибирской железной дороги, настоятельно рекомендовала Дерову повторить более грамотные разведочные работы.
Открытие месторождения угля К. Пшенбаевым, а затем разведка учёных, инженеров и геологов, приглашённых павлодарским купцом-миллионером А. И. Деровым в конце 90-х годов XIX века, привели к тому, что было решено начать первые попытки добычи угля шахтным способом. Собственных капиталов Дерова было недостаточно и он начинает создавать акционерное общество. А развитие пароходства на Иртыше и Оби, пуск железной дороги в 1886 году от Челябинска до Омска предопределили исход — уголь Экибастуза требовалось вывозить к Иртышу. Заручившись поддержкой киевского сахарозаводчика Л. Бродского и духовного наставника протоиерея Иоанна Кронштадтского, А. Деров принял решение о создании акционерного общества по добыче экибастузского угля, которое впоследствии получило название «Воскресенское».
Весной 1895 года Деров вместе с Касымом Пшембаевым приступают к новым разведочным работам в Экибастузе. На этот раз разведочный шурф глубиной 6,4 метра закладывается в 2,5 километрах от западной части солёного озера Экибастуз. Пробы угля из этого шурфа показала наличие здесь весьма мощного крутопадающего пласта с хорошей качественной характеристикой. В 1895 году Деров на Экибастузском месторождении закладывает три разведочных шахты (Владимирская, Мариновская, Ольговская).
В 1896 году начальник Западно-Сибирской горной партии А. А. Краснопольский направляет в Экибастуз своего помощника — главного инженера А. К. Мейстера, который в течение четырёх месяцев производит детальную разведку месторождения. Анализ результатов этой разведки оправдал надёжность экибастузского угля. Весной 1896 года Деров вводит в строй небольшой угольный разрез. После Мейстера в 1897—1988 годах более детальным исследованием Экибастузского угольного месторождения занимается известный французский горный инженер Жорж де Кателен и Киевский коммерческий банк в лице русского инженера А. Э. Страуса.
В своей книге «Очерки исследований рудных владений А. И. Дерова в Южной Сибири», изданной на французском языке в Париже в 1897 году, Кателен писал:

«Угольное богатство Экибастузского бассейна громадное, мы даже не думаем, чтобы в Европе существовало другое подобное накопление минерального топлива».

Своим исследованием Кателен подчеркнул особенность Экибастузского месторождения — концентрацию на сравнительно ограниченной площади крупных запасов каменного угля. Тем самым впервые обратил внимание русских горнопромышленников на уникальность Экибастуза и его благоприятные перспективы.
После заключения Мейстера и Кателена Деров начал работу по хозяйственному освоению Экибастузского каменноугольного месторождения. В связи с этой работой в 1898 году на западной стороне озера Экибастуз возник небольшой населённый пункт под названием Экибастуз. Этот год считают годом основания города Экибастуз — нынешнего центра крупного топливно-энергетического комплекса.
30 июня 1903 года в Экибастузе бастовали рабочие каменноугольных копей. Забастовка была вызвана невыносимо трудными условиями труда, низкой заработной платой и несвоевременными расчётами. Она продолжалась более двух месяцев и стала приобретать под конец политический характер.
В годы первой мировой войны забастовки и волнения продолжались. В марте 1915 года администрацией уволен ряд рабочих за «буйство и участие в забастовках». В 1916 году вспыхнула забастовка военнопленных. Озабоченное этими явлениями управление экибастузскими копями пытается предпринять ряд мер для закрепления рабочей силы.

## Годы революции и гражданской войны
В Экибастузе, как и всюду, проходили митинги, произносились речи. За четыре месяца советской власти в Павлодарском Прииртышье были национализированы соляные промыслы, экибастузские шахты, Воскресенская железная дорога.
В мае 1918 года Ленин подписал декрет о национализации предприятий Риддера и Экибастуза. В марте 1921 года Лесли Уркварт обратился к Совнаркому с просьбой вновь предоставить ему дореволюционные концессии. Советское правительство вступило в переговоры, которые были прерваны из-за того, что английский проект предлагал для России в долевом отчислении пять процентов от добытых на Риддере металлов. 6 октября Ленин направил телеграмму всем партийным, советским, хозяйственным органам Сибири и Киргреспублики:

Риддерские, Зыряновские, Экибастузские и все мелкие рудники, расположенные в этих районах, со всем оборудованием, остаются в ведении Киргпромбюро… Управляющим Риддерскими рудниками назначается товарищ Дрейман, которому надлежит немедленно принять все дела и отправиться в Риддер.

Таким образом, национальной республике была передана перспективная промышленная база Риддер-Экибастуз (цветные металлы и уголь).
Была начата работа по составлению плана ГОЭЛРО. В одном из разделов плана Ленин писал:

Из других месторождений наибольшее значение имеют Экибастузские копи близ Павлодара.

В те годы Экибастуз был самым крупным в Казахстане угольным предприятием. Президиум ВСНХ 16 марта 1922 года выделил специальные средства на восстановительные работы. Но на развитие производства в Экибастузе средств не было, и 1925 году Экибастузские копи были законсервированы, заводы демонтированы, рельсы, оборудование и подвижной состав проданы. Люди разъехались, шахты и имевшиеся здания постепенно разрушались.

## Советский период
В 1939 году населённый пункт Экибастуз был отнесён к категории рабочих посёлков и получил наименование «Экибастузуголь».
В 1940 году здесь начались геологоразведочные работы, но с началом Великой Отечественной войны работы были прекращены.
В декабре 1947 года Министерство угольной промышленности утвердило проектное задание Иртышского угольного разреза № 1, разработанное группой работников проектной конторы Карагандагипрошахт. Был образован трест «Иртышуглестрой».
В 1948 году прибывший отряд из 50 строителей начал строительство нового города, были размечены границы будущих угольных разрезов.
В декабре 1954 года заработал первый угольный разрез треста «Иртышуголь» с мощностью 3 млн тонн угля в год.
В 1955 году на экибастузском месторождении была добыта миллионная тонна угля. Трест «Иртышуголь» переименован в производственное Объединение «Экибастузуголь».
13 февраля 1956 года на заседании бюро Павлодарского обкома Компартии Казахстана было принято постановление «О переводе рабочего посёлка Экибастуз в разряд городов областного подчинения».

Учитывая значительный рост численности населения, количества предприятий промышленности, строек и транспорта в Экибастузе, принимая во внимание большие перспективы его развития и считая назревшей необходимость приближения и улучшения руководства хозяйственным и культурным строительством Экибастуза, бюро обкома КП Казахстана и исполком областного Совета депутатов трудящихся постановляют: Просить ЦК КП Казахстана и Совет Министров Казахской ССР войти с ходатайством в ЦК КПСС и Совет Министров Союза ССР о переводе рабочего посёлка Экибастуз в разряд городов областного подчинения с образованием в нём горкома КП Казахстана, горисполкома и других городских учреждений, а также присоединением к нему близлежащих рабочих посёлков, сёл и аулов.

По состоянию на 1 января 1957 года в посёлке было 550 жилых домов с общей жилой площадью 96372 м² и 606 индивидуальных жилых домов с общей жилой площадью 18000 м², 33 культурно-просветительных учреждения, в их числе — две средние школы на 800 мест, одна железнодорожная школа на 280 учащихся, начальная школа и одна музыкальная школа, три клуба на 700 мест, трое детских яслей на 176 мест, два детских сада на 175 детей, больница на 110 коек, роддом, поликлиника, две амбулатории, две бани, две хлебопекарни, 16 продовольственных и промтоварных магазинов, два книжных магазина, семь столовых. Водоснабжение населения и предприятий осуществлялось из водозаборных скважин. В 1957 году заканчивалось строительство первой очереди Иртышского водопровода длиной 53 км от станции Калкаман до Экибастуза. В посёлке на 1 января 1957 года было построено 20 км водопровода, который подвели к двухэтажным домам, а в районах одноэтажной застройки установили 24 водоразборные колонки. Началось строительство канализации, велись работы по асфальтированию улиц, тротуаров, а также по озеленению посёлка. Посёлок был электрифицирован, радиофицирован. Имелись телефон, телеграф.
В 1957 году численность населения в Экибастузе достигла 25 тысяч человек, и указом Президиума Верховного Совета Казахской ССР от 12 июня рабочий посёлок Экибастуз получил статус города областного подчинения.

## Экибастуз в годы репрессий

### Экибастузский лагерь
В 1948 году в бывшем СССР была создана сеть особых лагерей для политических заключённых. Таким был лагерь в Экибастузе, который входил сначала в состав Песчанлага, а затем Степлага. Первые политзаключённые появились здесь в 1949 году, их использовали на строительстве первых жилых кварталов и промышленных предприятий, ТЭЦ и первого угольного разреза.
В экибастузском лагере отбывали срок Александр Солженицын — будущий всемирно известный писатель, лауреат Нобелевской премии, Герой Советского Союза майор Воробьёв, капитан первого ранга Буковский и многие другие участники войны, солдаты и офицеры. Были здесь и тысячи бывших заключённых нацистских лагерей, которых сразу переправляли в лагеря советские. Сколько в точности политзаключённых погибло в Экибастузе, неизвестно, так как архив лагеря исчез и до сих пор не найден.
В экибастузском лагере был задуман «Один день Ивана Денисовича» — первое опубликованное произведение Александра Солженицына, принёсшее ему мировую известность. В повести рассказывается об одном дне из жизни заключённого, русского крестьянина и солдата, Ивана Денисовича Шухова в январе 1951 года.
Экибастузский лагерь также печально знаменит восстанием заключённых 1952 года

### В память о жертвах политических репрессий
В центре города был установлен памятник «В память о жертвах политических репрессий». Автор проекта памятника архитектор Женис Аюпович Марденов: «Этот памятник носит и воспитательную цель: чтобы наше молодое поколение помнило, что каждую семью затронули времена репрессий». В изготовлении памятника также приняли участие скульпторы Гамал Сагиденов и Серик Жалмухамбетов.

### Маленков Георгий Максимилианович (ссылка в Экибастуз)
Летом 1957 года Маленков предпринял неудачную попытку сместить Хрущёва с поста первого секретаря ЦК КПСС. В результате последовало постановление пленума ЦК КПСС (июньского, 1957 года) об «антипартийной группе», в которой Хрущёв объединил Маленкова, Кагановича, Молотова и Шепилова.
Маленков был исключён из ЦК, смещён со всех постов и сослан в Усть-Каменогорск директором ГЭС, затем он был назначен директором ТЭЦ в Экибастузе, где проработал десять лет (1958—1968). Вскоре ТЭЦ стала передовой, и рабочие впервые стали получать премии.
Имя Маленкова тогда было под запретом. Оно не упоминалось ни в местной печати, ни в каких-либо докладах. Обычно, когда какое-либо предприятие заносилось на городскую Доску почёта, то после наименования предприятия указывались фамилии директора, парторга, профорга и комсорга. Электростанция тоже была передовым предприятием, но там указывалась не фамилия директора, а главного инженера. Общественные места он не посещал, на активах не присутствовал. Его можно было видеть совершавшим прогулки от дома через пустырь до питомника, где выращивали саженцы для озеленения города.
В начале декабря 2006 года на здании Экибастузской ТЭЦ была установлена мемориальная доска Георгию Максимилиановичу Маленкову.

## ЭТЭК
В ноябре 1970 года была введена в эксплуатацию первая очередь разреза «Богатырь», ставшего самым крупным разрезом не только в бывшем Советском Союзе, но и в мире. Разрез Богатырь был объявлен Всесоюзной ударной стройкой. В 1977 году вышло постановление ЦК КПСС и Совета Министров СССР «О создании Экибастузского топливно-энергетического комплекса и строительстве линии электропередачи постоянного тока напряжением 1500 киловольт Экибастуз — Центр».
В 1979 году было начато строительство разреза «Восточный» с проектной мощностью 30 миллионов тонн в год. ЭТЭК стал крупным промышленным центром, экономический потенциал которого выходил далеко за пределы области и республики. 11 процентов производимого в СССР угля добывалось в Экибастузе.
Экибастузский угольный бассейн является одним из самых значительных по запасам и занимает первое место в мире по плотности угля: на площади 62 квадратных километра запасы угля оцениваются в 13 миллиардов тонн или 200 тонн на один квадратный метр.

## Экибастузский район
Экибастузский район был создан по указу Верховного Совета КазССР в 1972 году. Он был создан из частей трёх районов — Краснокутского, Ермаковского и Баянаульского. Первый руководитель района — Владимир Иванович Печняков.
Территория района составляла 19 тысяч м² с населением 22 тысячи человек. Основным направлением хозяйственной деятельности было животноводство (разводили лошадей, овец и крупный рогатый скот). Посевные площади занимали 100 тысяч гектаров пахотной земли (пшеница, ячмень, просо).
Социальная структура района:
- 11 школ (5200 учащихся);
- 3 больницы, 14 фельдшерско-акушерских пунктов, 8 сельских врачебных амбулаторий;
- 87 магазинов;
- 11 АТС с 1576 телефонными номерами.

В 1997 году Экибастузский район был упразднён, и его территория вошла в качестве сельской зоны в состав города Экибастуз.